# Gegendenkmal

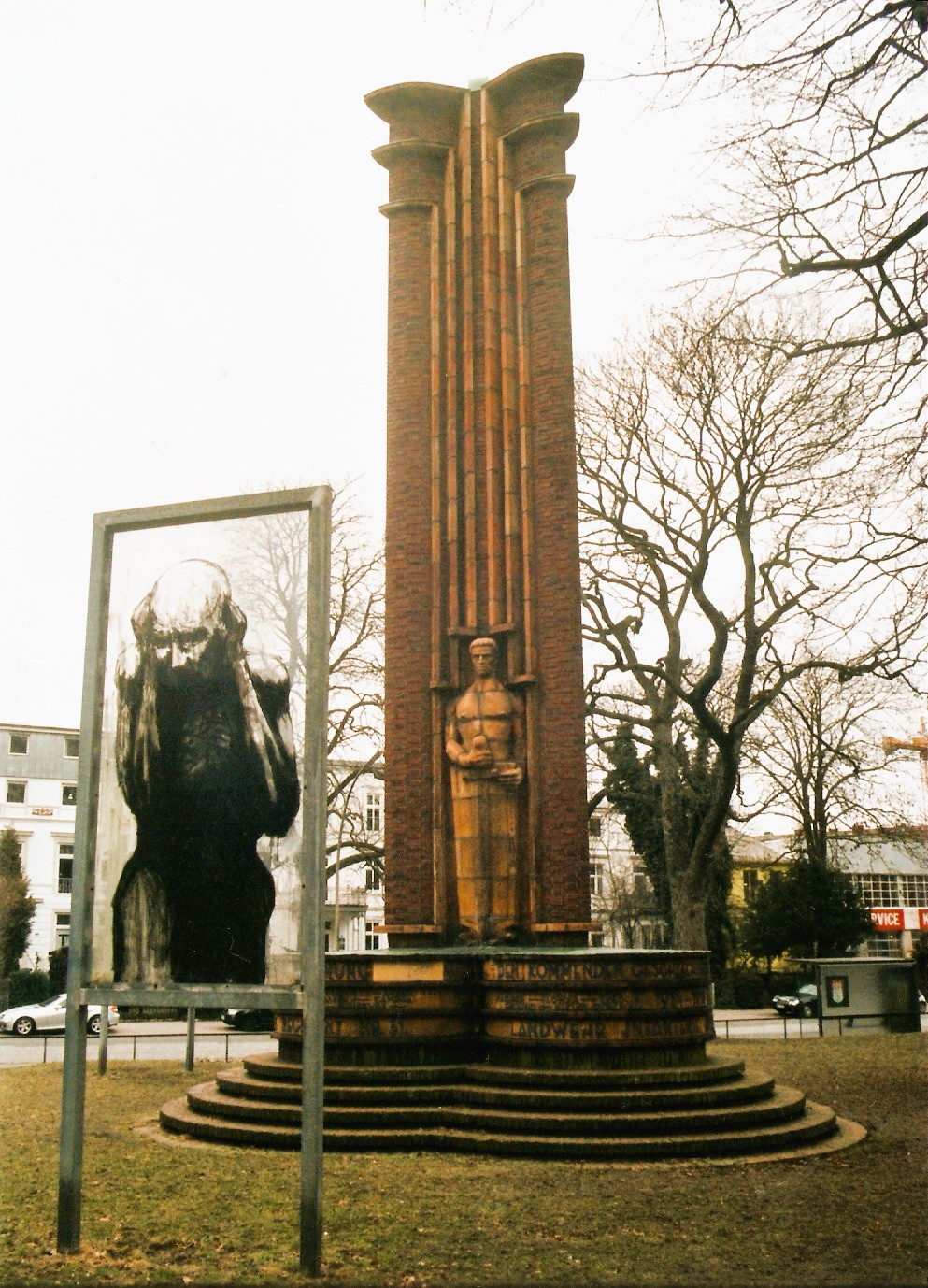
Gegendenkmal von Rainer Tiedje (1996) vor dem Kriegerdenkmal von August Henneberger (1925) in Hamburg-Altona

Ein Gegendenkmal ist ein Denkmal, das den Zweck hat, zu bestehenden Denkmälern, deren Aussage man nicht mehr unterstützen, sie aber auch nicht ändern (Denkmalumwidmung) oder entfernen (Denkmalsturz) möchte, zum Beispiel aus Gründen des Denkmalschutzes, eine andere Aussage (Antithese) darzustellen.

## Beispiele
- Das 1936 in Hamburg errichtete 76er-Denkmal von Richard Kuöhl diente als Gegendenkmal zum 1931 errichteten Hamburger Ehrenmal von Ernst Barlach. In unmittelbarer Nähe zum Kriegerdenkmal entstand wiederum 1983 bzw. 1986 das aus den beiden Skulpturen Hamburger Feuersturm und Fluchtgruppe Cap Arcona bestehende Gegendenkmal von Alfred Hrdlicka.[1] Anfang der 1980er Jahre war eine Veränderung und Umwidmung des 76er-Denkmals geplant.[2]
- Das Kriegerdenkmal des Bildhauers August Henneberger aus dem Jahre 1925 vor der Kirche St. Johannis in Altona wurde 1996 durch ein Gegendenkmal von Rainer Tiedje ergänzt.
- Jenny Holzer installierte eine Laserprojektion auf das Völkerschlachtdenkmal bei Leipzig in der Zeit vom 14. bis 16. Juni 1996, um Texte direkt auf das Denkmal zu projizieren.[3]
- Zum Denkmal für die Gefallenen des preußischen Füsilier-Regiments 39 in Düsseldorf-Golzheim wurde 2016 ein Gegendenkmal politisch diskutiert.[4]
- In Heidenheim an der Brenz, dem Geburtsort von Erwin Rommel, wurde im Jahr 2020 ein Gegendenkmal unmittelbar vor dem im Jahr 1961 errichteten Rommel-Denkmal aufgestellt.[5][6]

## Räumlicher Bezug
Gegendenkmale stehen in der Regel in einem sehr engen räumlichen Bezug zum ursprünglichen Denkmal, so dass These und Antithese zusammen sicht-, erleb- und reflektierbar sind. Selten sind Gegendenkmale mit großem räumlichen Abstand, so etwa das Denkmal-Kunstwerk „Dem Landesvater seine Göttinger Sieben“ von 2015 in Göttingen, das in rund 100 Kilometer Luftlinie Entfernung die Aussage des Ernst-August-Denkmals in Hannover von 1861 kritisch kommentiert.